# Дьявольские куколки-подростки
«Дьявольские куколки-подростки» (англ. Teenage Devil Dolls), также известный под названием One Way Ticket to Hell (с англ. — «Билет в ад в один конец») — американский чёрно-белый художественный фильм 1955 года в жанре криминальной драмы, поставленный режиссёром Бамлетом Лоуренсом Прайсом-младшим. Он же выступил сценаристом и продюсером фильма, а также сыграл роль «Чоло» Мартинеса.
Фильм повествует о судьбе девушки, чья жизнь пошла под откос из-за её наркотической зависимости. В нём практически полностью отсутствуют диалоги и весь рассказ ведётся из-за кадра от лица полицейского Дэвида Джейсона.

## Сюжет
Кассандра Ли — обычная ученица средней школы, которая работает на низкооплачиваемой должности на предприятии матери. Вынося мусор, она замечает ребят на мотоциклах, которые предлагают ей прокатиться. Кассандра принимает предложение назло своей матери и уезжает вместе с ними за город, где пробует марихуану. Весь выпускной год она катается с ними и курит «травку». Так и не получив должного образования и не поступив в колледж, она выходит замуж за одноклассника Джонни. Семейная жизнь и чрезмерная привязанность мужа тяготит молодую жену и она встречается со старыми друзьями и вновь начинает курить «травку» и ночами не бывать дома. Выйдя из больницы, в которую она попала из-за передозировки болеутоляющих, Кассандра уходит из дома.
Кассандра зарабатывает на жизнь торгуя на улицах «травкой», а также устроив у себя в квартире наркопритон. На задворках Лос-Анджелеса она замечает наркоманку по имени Марго Росси, которая находится в состоянии героиновой ломки. Кассандра приводит её к себе и затем делает Марго своей компаньонкой. О них узнаёт наркоторговец Свен Бергман и решает убрать конкуренток, подсадив их на иглу. Он выбрасывает находящуюся под воздействием героина Кассандру на глухую улицу и убивает Марго.
Полиция открывает охоту на наркоторговцев и Кассандра знакомится с мексиканцем Мигелем «Чоло» Мартинесом, занимающимся кражей автомобилей. У молодых людей завязывается роман и Кассандра становится его сообщницей.
Скрываясь от полиции на краденной машине, Кассандра и Мигель отправляются через пустыню Мохаве к мексиканской границе. В пустыне они бросают машину и прячутся от палящего солнца в пещеру. На следующее утро Мигель покидает пещеру, а полицейские находят Кассандру в полусознательном состоянии.
Лос-анджелесский суд приговаривает Кассандру к принудительному лечению в Федеральном Наркологическом Госпитале. Во время её посадки на отправляющийся туда поезд, полиция задерживает наблюдающего за ней издалека Мигеля.

## Актёры
| Актёр                        | Роль                    |
| ---------------------------- | ----------------------- |
| Барбара Маркс                | Кассандра Ли            |
| Роберт Шерри                 | лейтенант Дэвид Джейсон |
| Курт Мартелл                 | рассказчик              |
| Бамлет Лоуренс Прайс-младший | Мигель «Чоло» Мартинес  |
| Люсиль Прайс                 | мать Кассандры          |
| Бамлет Лоуренс Прайс-старший | отчим Кассандры         |
| Уильям Кенделл               | Расселл Пэкард          |
| Роберт Норман                | Джонни Адамс            |
| Элейн Линденбаум             | Марго Росси             |
| Джоэл Клименхэга             | Свен Бергман            |
| Джо Попавич                  | Эл Стуцман              |
| Энтони Горслайн              | Джимми Санчес           |
| Виктор Шварц                 | сержант Шварц           |